# دودلي باك
دودلي باك (بالإنجليزية: Dudley Buck)‏ هو صحفي الموسيقى وملحن أمريكي، ولد في 10 مارس 1839 في هارتفورد في الولايات المتحدة، وتوفي في 6 أكتوبر 1909.

## وصلات خارجية
- دودلي باك على موقع ميوزك برينز (الإنجليزية)
- دودلي باك على موقع قاعدة بيانات برودواي على الإنترنت (الإنجليزية)
- دودلي باك على موقع أول ميوزيك (الإنجليزية)
- دودلي باك على موقع ديسكوغز (الإنجليزية)